# Clyde Blair
Clyde Blair (Clyde Amel Blair; * 16. September 1881 in Fort Scott, Kansas; † 3. September 1953 in Santa Barbara, Kalifornien) war ein US-amerikanischer Sprinter.
Bei den Olympischen Spielen 1904 in St. Louis wurde er Vierter über 60 m. Über 100 m schied er im Vorlauf aus, und über 400 m kam er nicht unter die ersten Sechs.

## Persönliche Bestzeiten
- 100 Yards: 9,8 s, 30. Mai 1903, Chicago
- 220 Yards: 22,0 s, 7. Juni 1902, Chicago (entspricht 21,9 s über 200 m)